# Thời kỳ Kofun
| Lịch sử Nhật Bản | Lịch sử Nhật Bản |
| --- | ---------------- |
| Tiền sửThời kỳ đồ đá cũ ~15000 TCN Thời kỳ Jōmon (Thằng Văn) ~15000 TCN–300 TCN Thời kỳ Yayoi (Di Sinh) tk 4 TCN–tk 3 |                  |
| Cổ đạiThời kỳ Kofun (Cổ Phần) tk 3–tk 7 Thời kỳ Asuka (Phi Điểu) 592–710 Thời kỳ Nara (Nại Lương) 710–794 Thời kỳ Heian (Bình An) 794–1185 |                  |
| Phong kiếnThời kỳ Kamakura (Liêm Thương) 1185–1333 Tân chính Kemmu (Kiến Vũ) 1333–1336 Thời kỳ Muromachi (Thất Đinh) 1336–1573 Thời kỳ Nam-Bắc triều 1336–1392 Thời kỳ Chiến Quốc 1467–1590 Thời kỳ Azuchi-Momoyama (An Thổ-Đào Sơn) 1573–1603 Mậu dịch Nanban (Nam Man) Chiến tranh Nhật Bản – Triều Tiên 1592–1598 Thời kỳ Edo/Tokugawa (Giang Hộ/Đức Xuyên)1603–1868 Chiến tranh Nhật Bản – Lưu Cầu Chiến dịch Ōsaka (Đại Phản) Tỏa Quốc Đoàn thám hiểm Perry Hiệp ước Kanagawa (Thần Nại Xuyên) Bakumatsu (Mạc mạt) Minh Trị Duy tân Chiến tranh Boshin (Mậu Thìn) |                  |
| Hiện đạiThời kỳ Minh Trị (Meiji) 1868–1912 Nhật xâm lược Đài Loan 1874 Chiến tranh Tây Nam Chiến tranh Nhật–Thanh Hiệp ước Mã Quan Chiến tranh Ất Mùi 1895 Phong trào Nghĩa Hòa Đoàn Hòa ước Portsmouth Hiệp ước Nhật–Triều 1910 Thời kỳ Đại Chính (Taishō) 1912-1926 Nhật Bản trong Thế chiến thứ nhất Sự can thiệp của Nhật Bản vào Siberia Đại thảm họa động đất Kantō 1923 Thời kỳ Chiêu Hòa (Shōwa) 1926–1989 Chủ nghĩa quân phiệt Nhật Bản Sự kiện Phụng Thiên Nhật Bản xâm lược Mãn Châu Hiệp ước chống Quốc tế Cộng sản Chiến tranh Trung–Nhật Cuộc tấn công Trân Châu Cảng Vụ ném bom nguyên tử xuống Hiroshima và Nagasaki Chiến tranh Xô–Nhật Nhật Bản đầu hàng Thời kỳ bị chiếm đóng 1945-1952 Nhật Bản thời hậu chiếm đóng Kỳ tích kinh tế Nhật Bản thời hậu chiến Thời kỳ Bình Thành (Heisei) 1989–2019 Thập niên mất mát Động đất Kobe 1995 Cool Japan Động đất và sóng thần Tōhoku 2011 Thời kỳ Lệnh Hòa (Reiwa) 2019–nay Đại dịch COVID-19 tại Nhật Bản |                  |
| Xem thêm Thiên hoàng • Niên biểu • Đế quốc Nhật Bản Kinh tế • Giáo dục • Quân sự • Hải quân • Di sản thế giới |                  |
| x t s |                  |

Thời kỳ Kofun (Kanji: 古墳時代, Rōmaji: Kofun jidai, phiên âm Hán-Việt: Cổ Phần thời đại) là một thời kỳ trong lịch sử Nhật Bản kéo dài từ khoảng năm 250 đến năm 538. Từ kofun trong tiếng Nhật nghĩa là mộ cổ. Nó được dùng để đặt tên cho một thời kỳ vì sự xuất hiện hàng loạt của các mộ cổ có hình dạng và kiến trúc đặc biệt trong thời kỳ này. Thời kỳ Kofun nối tiếp thời kỳ Yayoi. Thời kỳ Kofun và thời kỳ Asuka sau đó thường được gộp chung lại thành thời kỳ Yamato.
Thời kỳ Kofun được phân biệt với thời kỳ Asuka bởi những khác biệt về văn hóa. Thời kỳ Kofun điển hình bởi một nền văn hóa tôn thờ vật tổ trước khi đạo Phật xuất hiện ở Nhật Bản. Về mặt chính trị, sự ra đời của triều đình Yamato và sự mở rộng của nó sang các vùng Kyushu và Kanto là những nhân tố chính tiêu biểu cho thời kỳ này. Thời kỳ Kofun cũng là thời kỳ có sử thành văn đầu tiên ở Nhật Bản. Tuy nhiên, biên niên sử của thời kỳ này còn rất sơ sài và không có trật tự đòi hỏi sự nghiên cứu sâu sắc hơn cũng như sự hỗ trợ lớn hơn từ phía khảo cổ học.
Các tài liệu khảo cổ học và những sử sách của Trung Quốc cổ cho thấy các bộ lạc và thủ lĩnh bộ lạc, rất nhiều ở Nhật Bản trong thời gian này, vẫn chưa được thống nhất lại thành các nhà nước cho tới tận năm 300, khi những lăng mộ lớn bắt đầu xuất hiện trong khi vẫn chưa có liên hệ nào giữa miền tây Nhật Bản với Trung Quốc. "Thế kỷ huyền bí" đó còn được mô tả như một giai đoạn mà các cuộc chiến tranh tương tàn giữa các thủ lĩnh bộ lạc diễn ra để giành quyền kiểm soát Kyushu và Honshu.

## Các lăng mộ thời kỳ Kofun

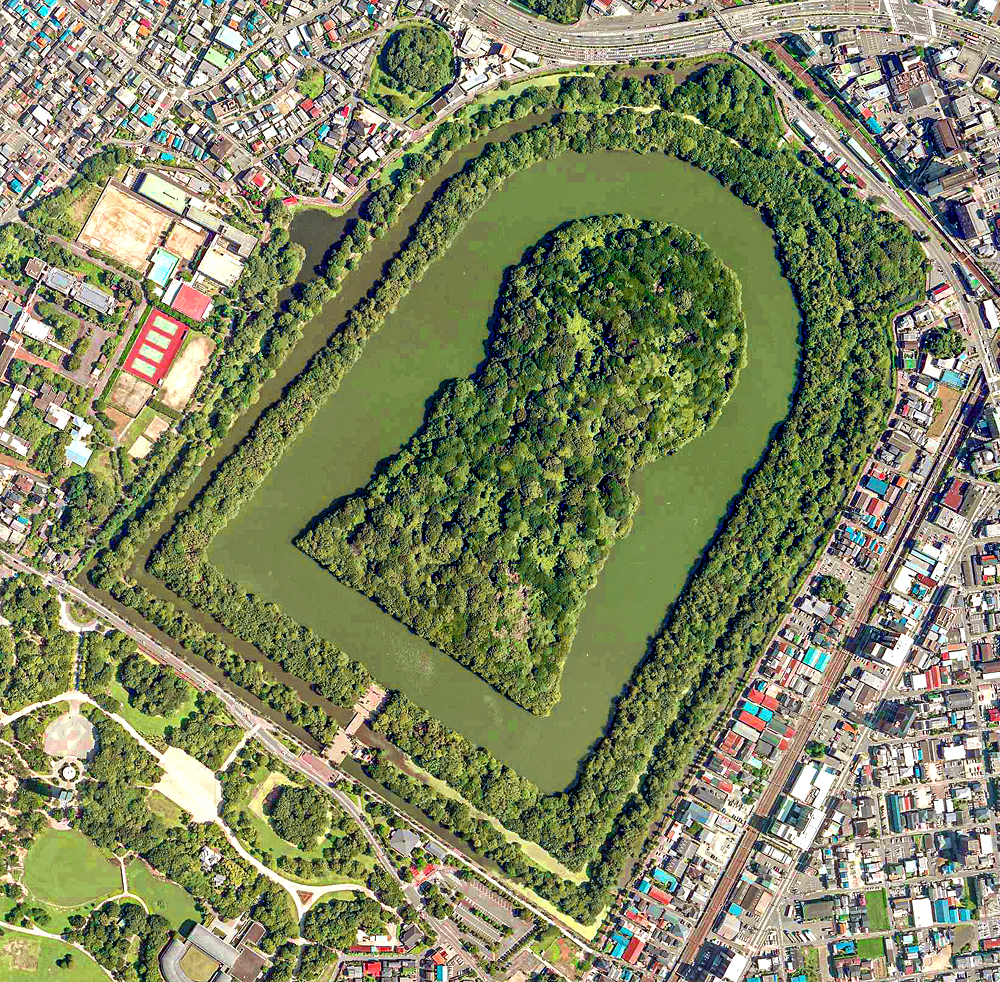
Mộ Daisenryo, lăng mộ của Thiên hoàng Nhân Đức, Osaka, thế kỷ V

Kofun (cổ phần, mộ cổ) là những lăng mộ được xây cho những người thuộc tầng lớp thống trị ở Nhật Bản từ thế kỷ IV đến thế kỷ VII. Thời kỳ Kofun được đặt tên theo loại lăng mộ đặc biệt này. Những ngôi mộ chỉ được dùng trong các lễ tang của những người giàu có vào thời kỳ đó. Các ngôi mộ bao gồm những tảng đá lớn tạo thành quan tài. Một số ngôi mộ còn có đường hào đào xung quanh.
Các lăng mộ cổ có nhiều hình dạng khác nhau, trong đó hình tròn và hình vuông là đơn giản nhất. Một loại đặc biệt hơn là loại mộ hình lỗ khóa (zenpo koen fun), với hình vuông ở phía trước và tròn ở phía sau. Rất nhiều ngôi mộ như thế là những ngọn đồi tự nhiên được đẽo gọt để có hình dáng cuối cùng như mong muốn. Các ngôi mộ có kích thước khác nhau từ vài mét đến hơn 400 mét chiều dài.
Vào cuối thời kỳ Kofun, loại quan tài chôn cất đặc biệt làm bằng những tảng đá lớn, lúc đầu chỉ dành cho những nhân vật quan trọng nhất trong xã hội, đã được sử dụng rộng rãi hơn.
Ngôi mộ lớn nhất của thời kỳ này có thể là những ngôi mộ của các quý tộc địa phương như Thiên hoàng Ứng Thần và Thiên hoàng Nhân Đức. Các ngôi mộ này còn được phân loại theo việc lối vào các quan tài bằng đá là thẳng đứng (tate-ana) hay nằm ngang (yoko-ana).

### Sự phát triển của các ngôi mộ

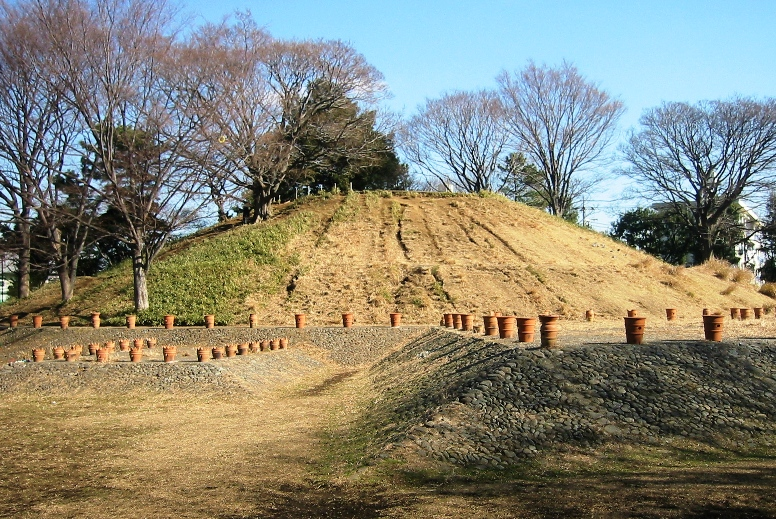
Kofun hình nón Noge-Ōtsuka, Tokyo, đầu thế kỷ V

Ngôi kofun lâu đời nhất ở Nhật Bản có thể là ngôi kofun của Hokenoyama ở Sakurai, Nara, được xây dựng vào thế kỷ III. Tại quận Makimuku thuộc Sakurai, những ngôi kofun hình lỗ khóa (kofun Hashihaka, kofun Shibuya Mukaiyama) được xây dựng vào khoảng đầu thế kỷ IV. Xu hướng xây dựng các kofun hình lỗ khóa trước tiên lan từ Yamato sang Kawachi (nơi có những kofun khổng lồ như kofun Daisen của Thiên hoàng Nhân Đức) và sau đó ra cả nước (trừ vùng Tohoku) trong thế kỷ V. Vào cuối thế kỷ V, những kofun hình lỗ khóa cũng được xây dựng ở vương quốc Gaya trên bán đảo Triều Tiên. 
Sự lan rộng của các kofun hình lỗ khóa được lấy làm bằng chứng cho sự mở rộng của triều đình Yamato trong giai đoạn này. Tuy nhiên, cũng có những học giả phản biện rằng đó chỉ đơn thuần là sự lan tỏa của văn hóa chứ không liên quan nhiều đến các yếu tố chính trị. Ngoài ra, việc kofun hình lỗ khóa ở Gaya là được xây cho một lãnh chúa địa phương chịu ảnh hưởng của văn hóa Nhật Bản hay cho một quý tộc Nhật Bản di cư đến Triều Tiên vẫn còn là điều gây tranh cãi.
Kofun hình lỗ khóa biến mất vào cuối thế kỷ VI, có thể do sự cải cách sâu rộng xảy ra ở triều đình Yamato, những tài liệu Nihonshoki cho biết đạo Phật đã xuất hiện ở Nhật Bản trong giai đoạn này. Hai kofun lớn cuối cùng là kofun Imashirozuka (chiều dài 190m) ở Osaka mà các học giả hiện đại cho rằng là lăng mộ của Thiên hoàng Kế Thể và kofun Iwatoyama (chiều dài 135m) ở Fukuoka mà theo sách Fudoki Chikugo là lăng mộ của Iwai, một triều thần cao cấp của Kế Thể.

## Triều đình Yamato

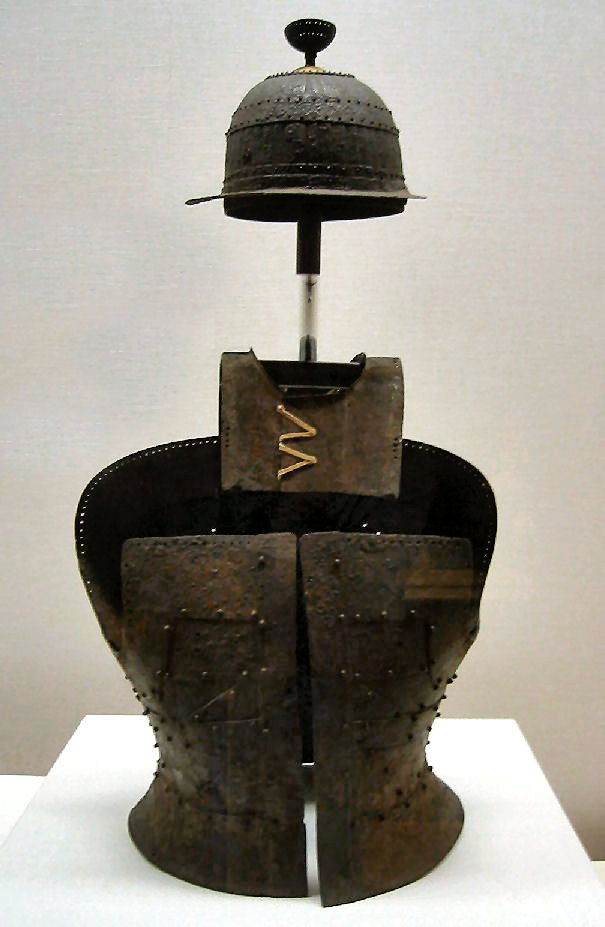
Nón và áo giáp sắt có mạ đồng, thời Kofun, thế kỷ V. Bảo tàng Quốc gia Tokyo.

Trong khi chính thức được cho là bắt đầu vào khoảng năm 250, nhà Yamato thực ra bắt đầu từ bao giờ vẫn còn là một cuộc tranh cãi. Sự khởi đầu của triều đình Yamato còn liên quan đến cuộc tranh cãi về nhà Yamataikoku và sự sụp đổ của triều đại đó. Dù sao đi nữa, tồn tại một sự nhất trí chung là những người đứng đầu nhà Yamato chính là chủ nhân của nền văn hóa kofun hình lỗ khóa và nắm quyền thống trị Yamato cho đến thế kỷ IV. Tuy nhiên, sự tự trị của các thế lực cát cứ vẫn được duy trì trong thời kỳ này, đặc biệt là ở những nơi như Kibi (nay là tỉnh Okayama), Izumo (nay là tỉnh Shimane), Koshi (nay là các tỉnh Fukui và Niigata), Kenu (nay ở phía bắc Kanto), Chikushi (nay ở phía bắc Kyushu) và Hi (nay ở trung tâm Kyushu). Chỉ đến thế kỷ VI, các lãnh chúa Yamato mới bắt đầu giành quyền kiểm soát toàn bộ nửa phía nam của Nhật Bản. Những quan hệ ngoại giao chính thức với bán đảo Triều Tiên và Trung Quốc tập trung chủ yếu ở Yamato. Sử thành văn của Trung Quốc và Triều Tiên không thấy chép lại họ có giao du với tỉnh nào khác ngoài Yamato trên quần đảo Nhật Bản. Theo những gì khắc trên Thất Chi Đao, mối quan hệ giữa Yamato và các quốc gia bên ngoài có thể đã bắt đầu vào cuối thế kỷ IV.

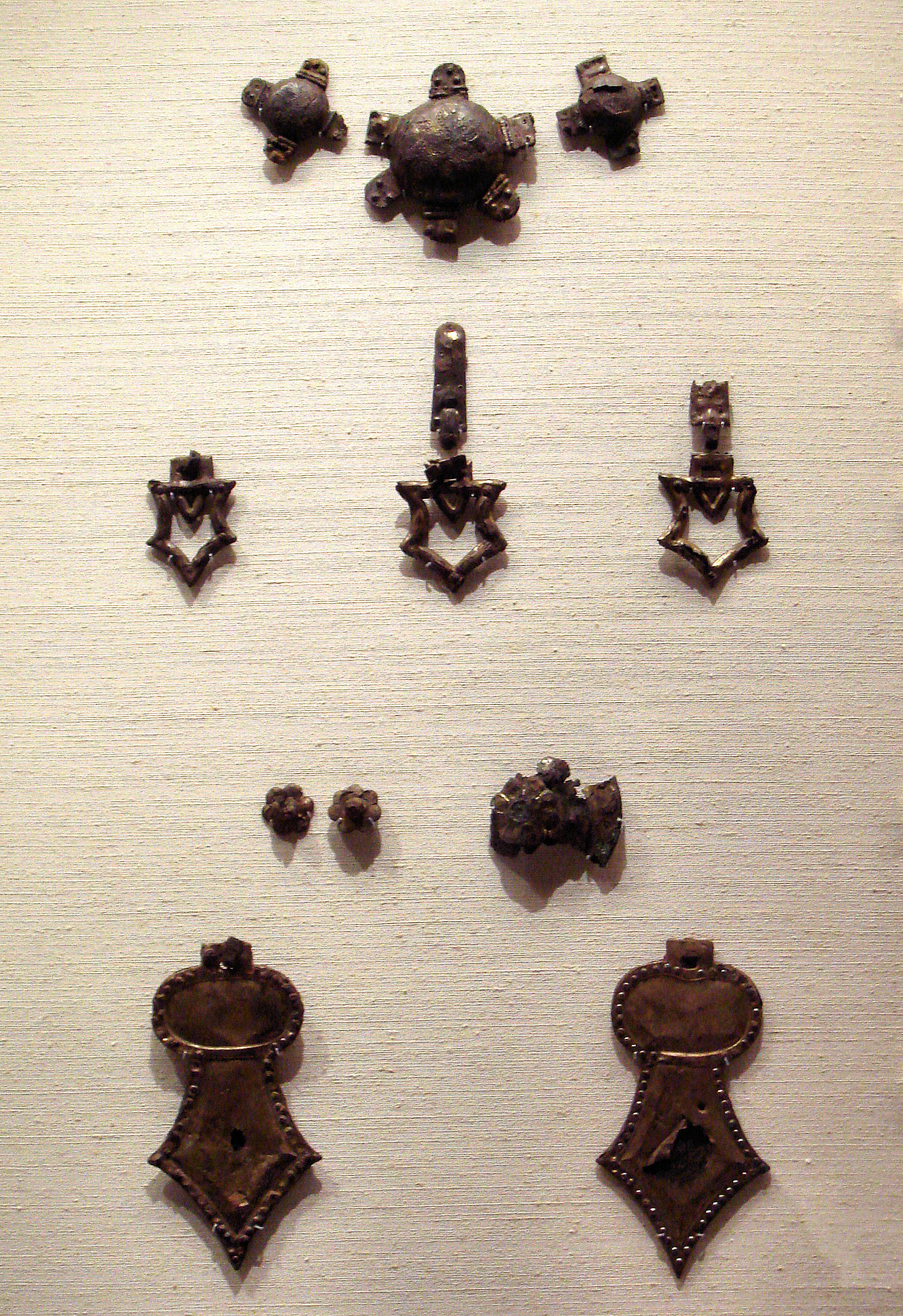
Trang sức thời Kofun. Bảo tàng Anh

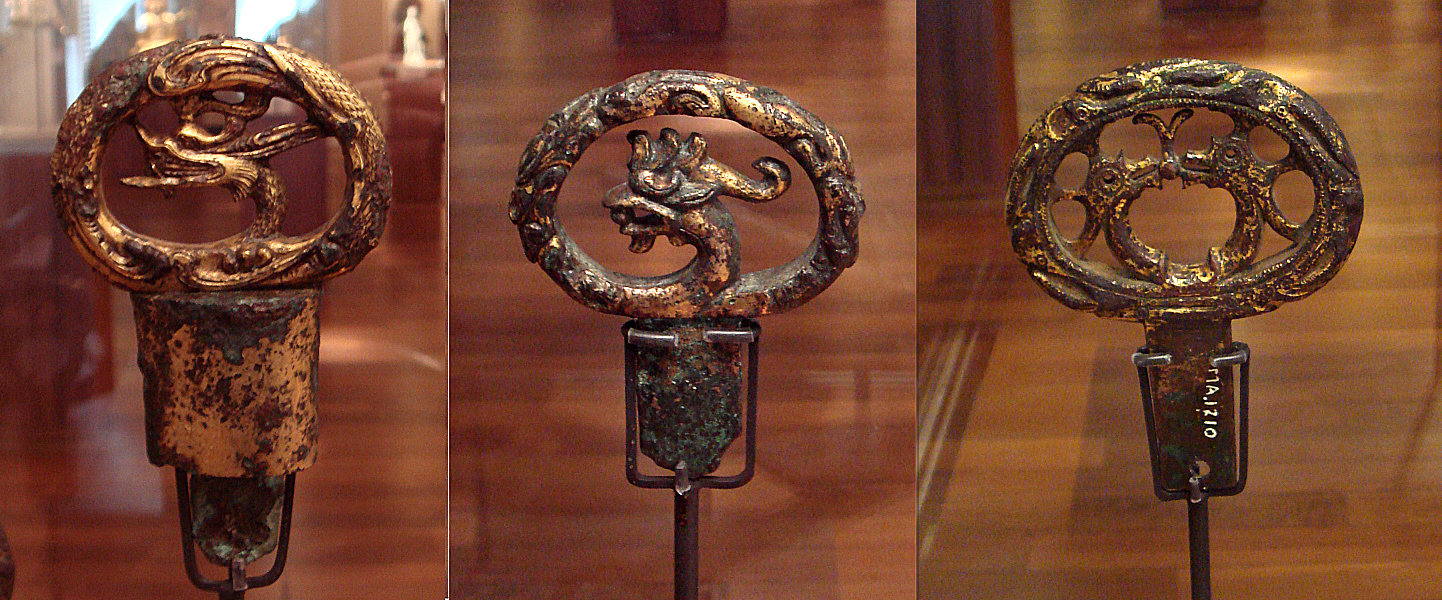
Hình trang trí ở chuôi kiếm thời kỳ Kofun, thế kỷ VI. Bảo tàng Guimet.

Những dòng họ địa phương (gōzoku) quyền lực là điển hình cho xã hội có tổ chức Yamato, nổi lên từ thế kỷ V. Mỗi dòng họ do một tộc trưởng (ujikami) đứng đầu, cũng là người thực hiện các nghi thức hiến tế cho thần (kami) của bộ tộc đó để bảo đảm sự bình yên cho bộ tộc. Các thành viên của các dòng họ này là những nhà quý tộc và cũng là nhân tố chủ đạo lãnh đạo triều đình Yamato sau đó.
Một số học giả phương Tây cũng gọi thời kỳ Kofun ở Nhật Bản là thời kỳ Yamato vì sự xuất hiện của các thủ lĩnh địa phương làm nền tảng cho một triều đại sau đó đã bắt đầu vào cuối thời kỳ Kofun. Tuy nhiên, nhà Yamato chỉ là một trong những xã hội có phân chia đẳng cấp trong cả thời kỳ Kofun. Các nhà khảo cổ học Nhật Bản nhấn mạnh rằng vào nửa đầu của thời kỳ Kofun, những thủ lĩnh địa phương khác, như Kibi, có thể đã có vị trí thống trị quan trọng. Kofun Tsukuriyama của Kibi là kofun lớn thứ tư ở Nhật Bản.
Triều đình Yamato đã thể hiện sức mạnh với các dòng họ khác ở Kyushu và Honshu, phong hiệu cho các lãnh chúa, một số được cha truyền con nối. Cái tên Yamato bắt đầu đồng nghĩa với toàn bộ Nhật Bản khi triều đình Yamato đánh bại các dòng tộc khác để giành lấy đất đai canh tác nông nghiệp. Trên cơ sở giống như ở Trung Quốc (bao gồm cả việc sử dụng chữ Hán), triều đình Yamato bắt đầu phát triển một hệ thống hành chính tập trung và một triều đình quân chủ có sự tham gia của những lãnh chúa lớn nhất, nhưng vẫn chưa có một thủ đô cố định. Triều đình Yamato cũng đã có lúc cầu phong triều đình Trung Quốc.
Triều đình Yamato còn có các liên hệ với vương quốc Gaya, ở Nhật Bản được gọi là Mimana. Những bằng chứng khảo cổ học từ các lăng mộ kofun cho thấy sự tương đồng trong nghệ thuật, hình dáng các đồ vật và quần áo của giới quý tộc. Theo Nihonshoki, những nhà sử học theo trường phái kokugaku ở Nhật Bản khẳng định rằng Gaya là một thuộc quốc của Yamato. Giả thuyết này ngày nay đã bị phủ nhận. Thực tế đã diễn ra có thể là, dù ở những mức độ khác nhau, các quốc gia này đều là thuộc quốc của những triều đại ở Trung Quốc.

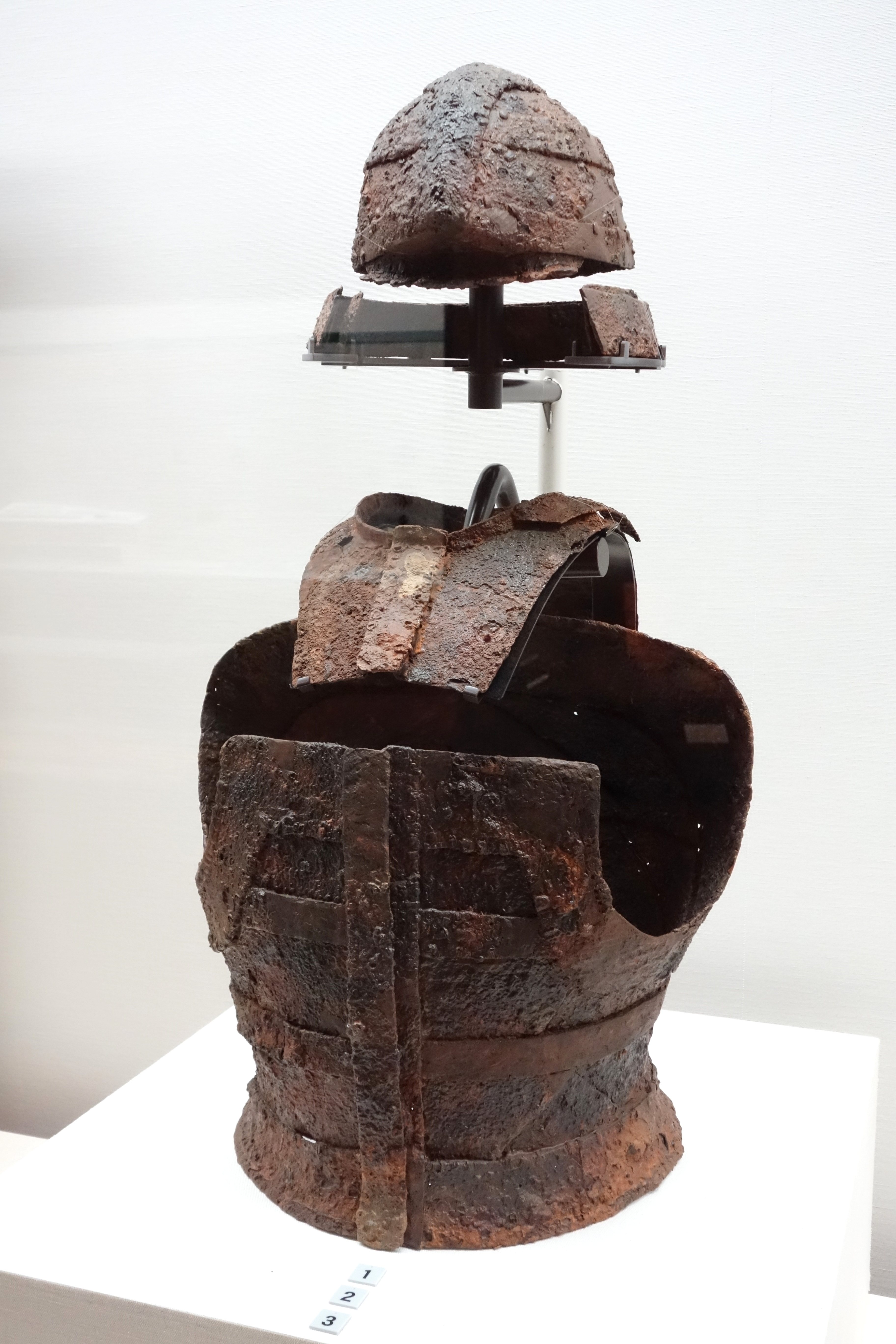
Áo giáp sắt lót da thời Kofun

### Sự mở rộng lãnh địa của nhà Yamato

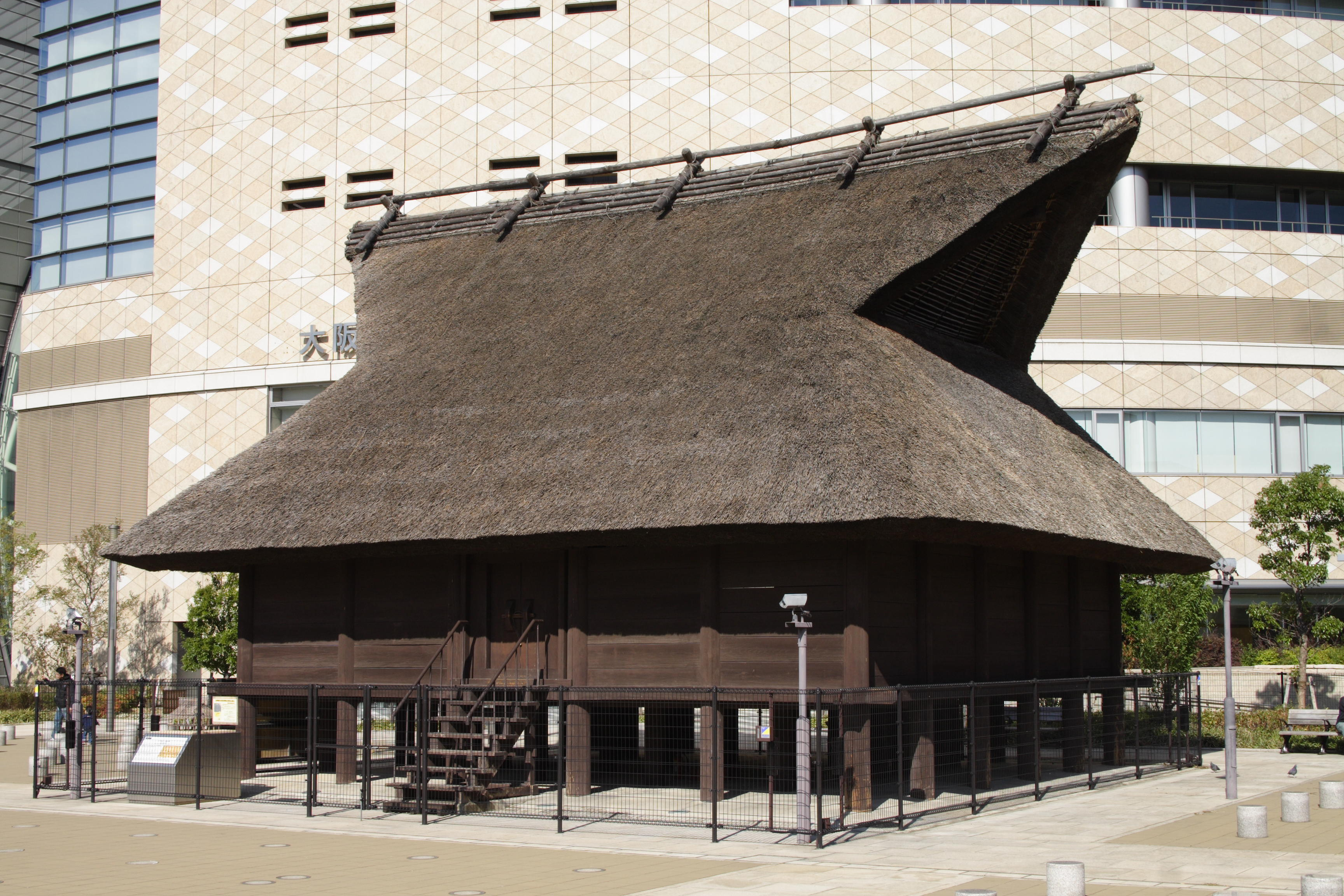
Một nhà kho có sàn cao của thời kỳ Kofun được dựng lại và trưng bày ngoài trời tại Bảo tàng Lịch sử Osaka, thành phố Osaka.

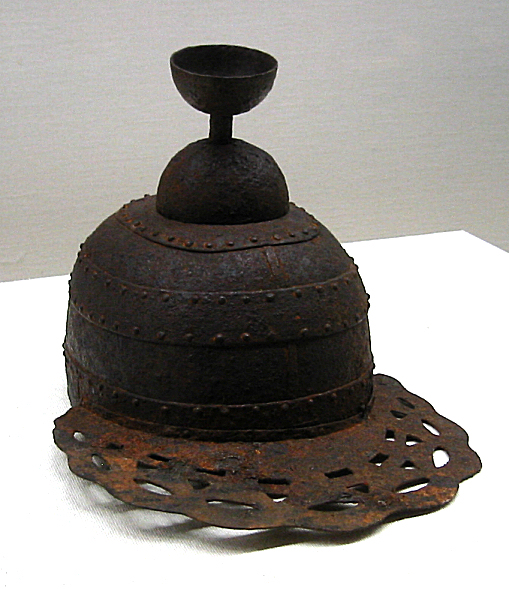
Nón sắt thời Kofun

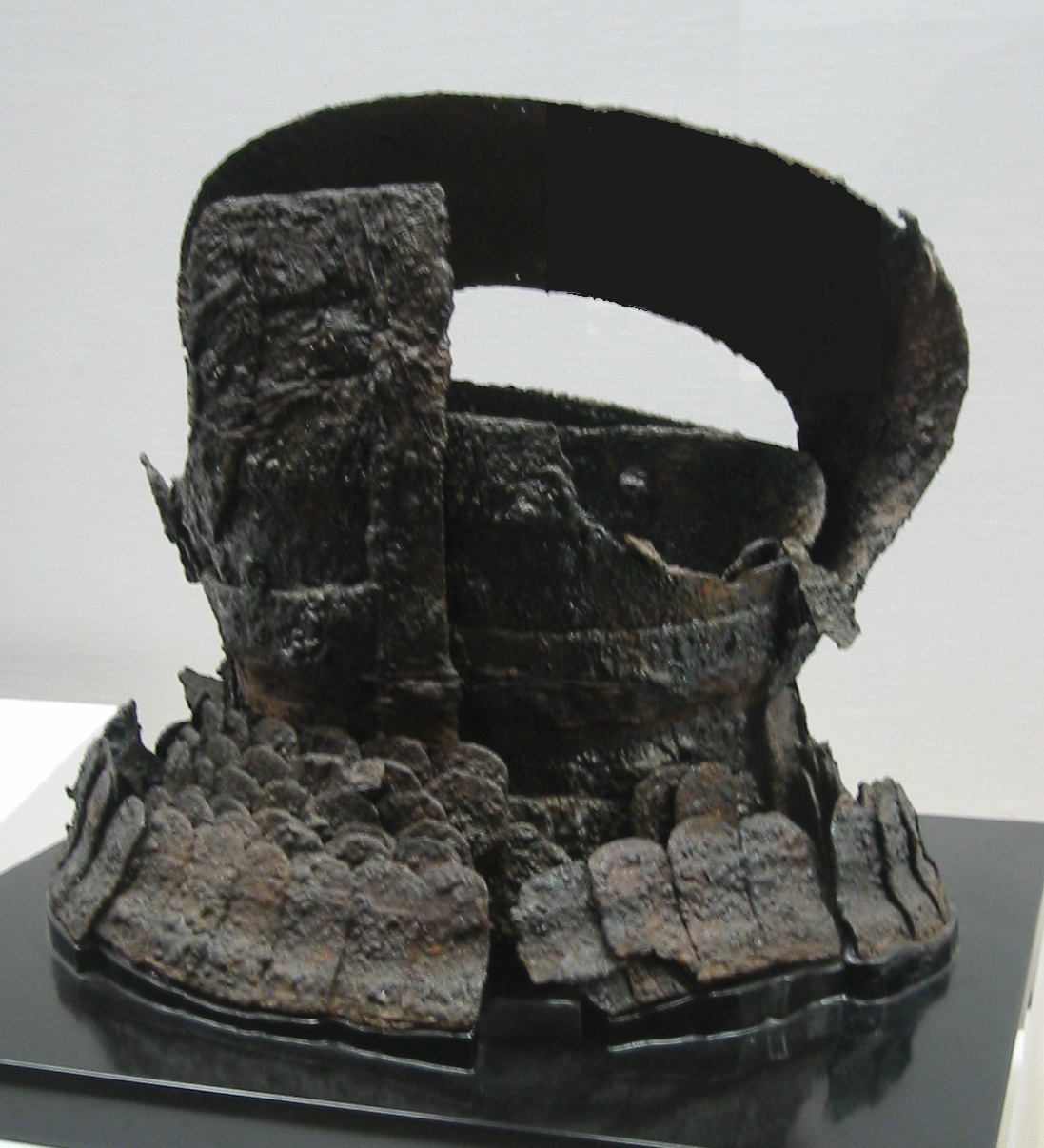
Áo giáp thời Kofun

Ngoài những chứng cứ khảo cổ học chỉ ra rằng một bộ tộc tại tỉnh Kibi là một đối thủ đáng gờm của Yamato, truyền thuyết thế kỷ IV kể về hoàng tử Yamato Takeru cũng có bóng gió nói đến những trận chiến ở biên giới tại khu vực tỉnh Kibi. Một biên giới khác cũng được định rõ có thể là nơi sau đó là tỉnh Izumo (phần phía đông của tỉnh Shimane bây giờ). Một biên giới khác, ở Kyushu, có thể đã tồn tại ở khu vực phía bắc của tỉnh Kumamoto ngày nay. Truyền thuyết đó kể lại rằng có những quốc gia ở phía đông Honshu nơi "người ta bất tuân triều đình", nơi mà Yamato Takeru đã phải đến để dẹp loạn. Những quốc gia đối thủ này có thể nằm khá gần trung tâm của Yamato, hoặc xa hơn. Khu vực thuộc tỉnh Kai ngày nay đã từng được nói đến trong huyền thoại trên rằng đó là nơi hoàng tử Yamato Takeru đã ở lại trong cuộc hành quân của mình.
Biên giới phía bắc trong thời gian này cũng được nói đến trong Kojiki trong phần truyền thuyết về chuyến thám hiểm của Shido Shogun (四道将軍: Tứ đạo tướng quân). Trong bốn shogun, Obiku đi về phía bắc tới Koshi và con trai ông Take Nunakawawake đi về phía đông. Sau khi đến Koshi, Obiki lại đi về phía bắc trong khi con trai ông cũng chuyển sang hướng bắc sau khi gặp bờ biển và cuối cùng họ gặp nhau ở Aizu (nay là phía tây Fukushima). Mặc dù truyền thuyết đó có thể không phải là một sự thật lịch sử chính xác, Aizu khá gần với Tohoku, nơi có những kofun hình lỗ khóa cuối cùng trong thế kỷ IV.

### Ōkimi - Đại vương, người cai trị thời kỳ Kofun
Trong suốt thời kỳ Kofun, một xã hội quý tộc với các lãnh tụ quân sự ngày càng trở nên phát triển.
Thời kỳ Kofun là một thời kỳ quan trọng trong việc biến Nhật Bản trở thành một nhà nước thống nhất và có tính dân tộc cao. Xã hội này phát triển nhất ở vùng Kinai, và vùng cực đông của phần biển chia cắt các đảo Honshu, Shikoku và Kyushu.
Trong khi chỉ xưng vương với bên ngoài, các lãnh chúa tự gọi mình là Ōkimi (đại vương) trong thời kỳ này. Bản khắc chữ trên hai thanh gươm, thanh gươm Inariyama và thanh gươm Eta Funayama có ghi chữ Amenoshita Shiroshimesu (治天下: trị thiên hạ) và Okimi (大王: đại vương). Những người mang các thanh gươm đó cũng là những người cai trị các nhà nước. Các cứ liệu đó cho thấy những nhà cai trị trong thời đại này cũng là những lãnh tụ về tôn giáo đánh đồng ngôi báo của họ với sự phó thác của trời. Danh hiệu Amenoshita Shiroshimesu Ōkimi được sử dụng cho tới thế kỷ VII, cho đến khi được thay bằng Nhật hoàng.

### Những lãnh chúa của triều đình Yamato

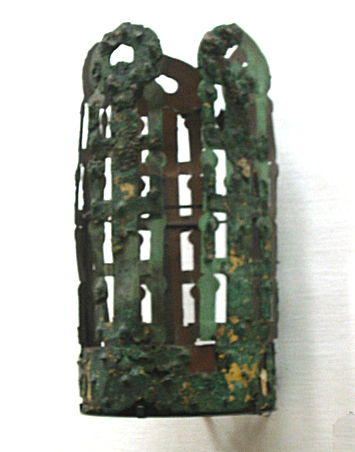
Vương miện hoàng gia thời Kofun. Bảo tàng quốc gia Nhật Bản

Rất nhiều lãnh chúa của các bộ lạc địa phương thuộc thể chế Yamato tin rằng họ có nguồn gốc thân thích với gia đình hoàng tộc hoặc các vị thần (kami). Những cứ liệu khảo cổ về các lãnh chúa đó được tìm thấy trên thanh kiếm Inariyama. Người mang thanh kiếm đó ghi tên tổ tiên của ông ta là Obiko. Theo Nhật Bản Thư Kỷ (Nihon Shoki) thì Obiko là một con trai của Thiên hoàng Hiếu Nguyên. Ngoài ra, có khá nhiều các lãnh chúa địa phương có nguồn gốc từ Trung Quốc hoặc bán đảo Triều Tiên.
Vào thế kỷ V, dòng họ Kazuraki, con cháu của Thiên hoàng Hiếu Nguyên, là thế lực mạnh nhất trong triều đình và đã kết hôn với gia đình hoàng gia. Sau khi nhà Kazuraki đánh mất quyền lực vào cuối thế kỷ V, dòng họ Otomo nổi lên thay thế. Khi Thiên hoàng Vũ Liệt qua đời mà không có người thừa kế, chính Otomo no Kanamura đã đưa Thiên hoàng Kế Thể, một bà con xa của hoàng tộc sống ở Koshi (nay là tỉnh Fukui) lên làm Nhật hoàng mới. Tuy nhiên, Kanamura sau đó đã phải từ chức vì những thất bại trong chính sách ngoại giao, và triều đình dần bị các dòng họ Mononobe và Soga kiểm soát vào đầu thời kỳ Asuka.

## Xã hội Kofun

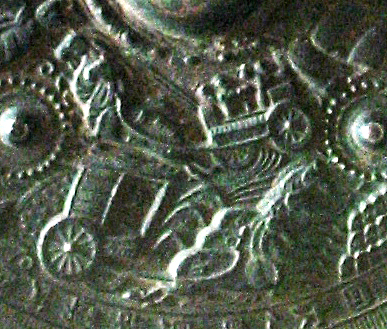
Xe ngựa chiến thời kỳ Kofun. Chi tiết trang trí trên gương đồng (thế kỷ V - VI) được tìm thấy ở lăng mộ Eta-Funayama, Kumamoto. Bảo tàng quốc gia Tokyo.

### Torai-Jin – Những người nhập cư từ Trung Quốc và Triều Tiên
Những người di cư từ Trung Quốc và Triều Tiên đến Nhật Bản thời cổ được gọi là Torai-Jin. Họ đã mang rất nhiều nét văn hóa Trung Quốc đến Nhật Bản. Đánh giá cao kiến thức và văn hóa của họ, triều đình Yamato đã dành sự đối xử ưu tiên cho những Torai-Jin này.

### Người nhập cư từ Trung Quốc
Nhiều nhân vật quan trọng trong xã hội là những người nhập cư từ Trung Quốc. Theo Shinsen Jōjiroku, một cuốn danh mục về các dòng họ được biên soạn vào năm 815, người nhập cư Trung Quốc cũng có ảnh hưởng đáng kể trong giai đoạn này, và đã có 163 gia tộc người Trung Quốc có tên.
Theo Nihongi, dòng họ Hata bao gồm một số hậu duệ của Tần Thủy Hoàng đến Yamato vào năm 403 dẫn theo dân chúng trong 120 tỉnh. Theo Shinsen Jōjiroku, dòng họ Hata được chia ra ở nhiều tỉnh khác nhau dưới thời trị vì của Thiên hoàng Nhân Đức để coi sóc nghề tằm tang và sản xuất tơ lụa cho triều đình. Khi cơ quan phụ trách về thương mại được thành lập trong triều đình Yamato, Hata Otsuchichi được cử làm người đứng đầu.
Năm 409, Achi no Omi, tổ tiên của dòng họ Yamato Aya cũng đến với dân chúng thuộc 17 huyện. Theo Shinsen Jōjiroku, Achi đã được phép thành lập một tỉnh mới là Imaki. Dòng họ Kawachi no Fumi, hậu duệ của Hán Cao Tổ, đã mang chữ Hán đến cho triều đình Yamato.
Dòng họ Takamoku là hậu duệ của Tào Tháo. Takamuko no Kuromaro là một thành viên quan trọng của cuộc cải cách Taika.

### Người nhập cư từ Triều Tiên

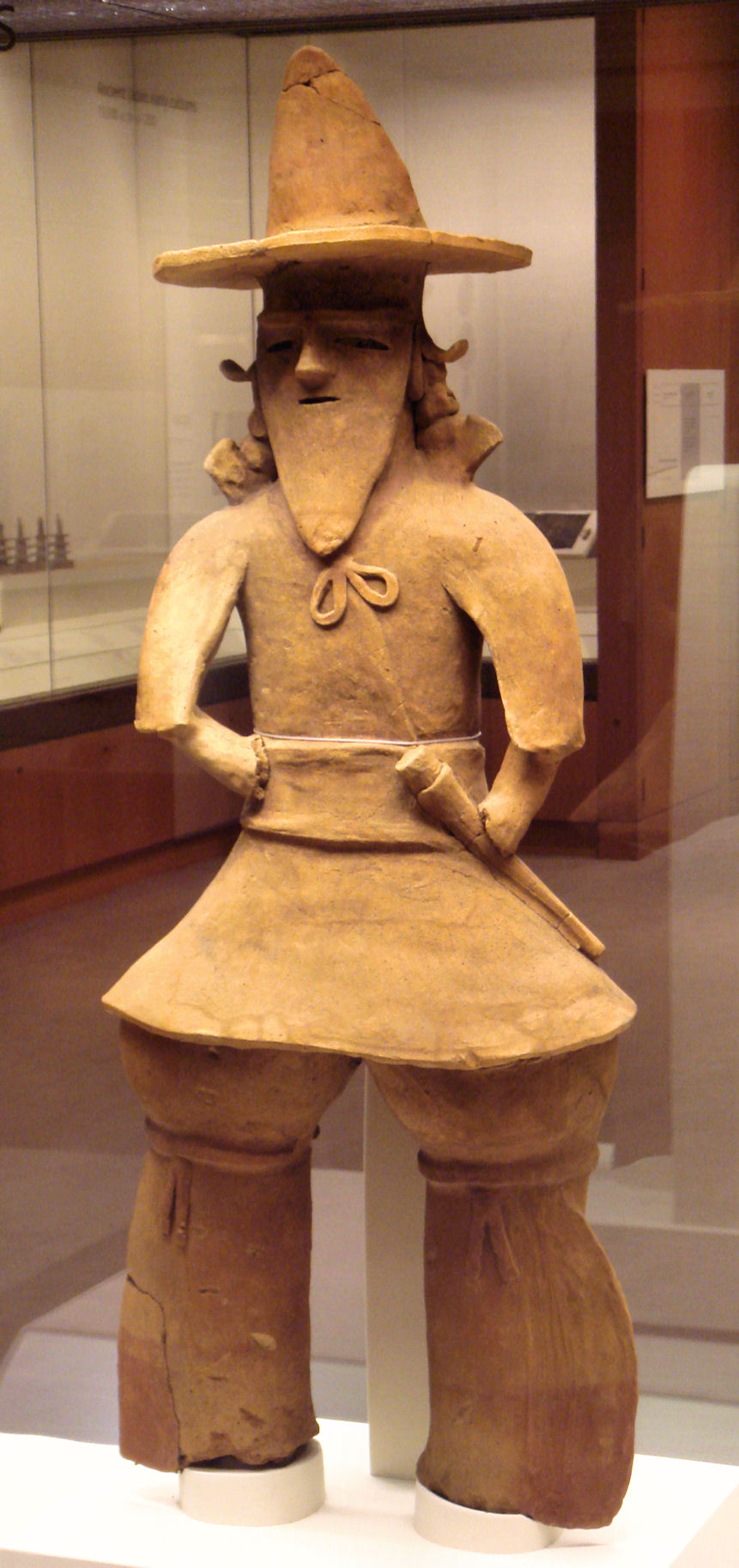
Một tù trưởng Haniwa thời kỳ Kofun, Ibaraki, vào khoảng năm 500. Bảo tàng Anh.

Trong số nhiều người nhập cư Triều Tiên bắt đầu định cư ở Nhật Bản vào đầu thế kỷ IV, một số đã trở thành tổ tiên của các dòng họ lớn ở Nhật Bản. Theo Nihongi, người đầu tiên từ Triều Tiên di cư đến Nhật Bản được sử sách ghi lại là Amenohiboko, một hoàng tử trong truyền thuyết của nước Tân La, một trong ba vương quốc thuộc thời Tam Quốc trên bán đảo Triều Tiên. Amenohiboko đến Nhật Bản vào thời Thiên hoàng Tùy Nhân, vào khoảng thế kỷ III đến thế kỷ IV. Điều kỳ lạ là theo Nihongi, Amenohiboko lại là tổ tiên bên ngoại của công chúa Jingu, người mà theo truyền thuyết đã chinh phục được Tân La. Ngoài ra, dân di cư từ Triều Tiên còn có những thành viên của gia đình vương tộc Bách Tế. Vua Muryeong của Bách Tế được sinh ra ở Nhật Bản vào năm 462 và để lại một người con trai ở đó. Trong thời trị vì của Thiên hoàng Ứng Thần, Geunchogo của gia tộc Bách Tế đã hiến nhiều báu vật và sách vở cho Nhật hoàng. Những nhân tố văn hóa Trung Quốc xuất hiện trong thời kỳ Yamato này cùng với người nhập cư từ Trung Quốc và Triều Tiên được cho là có ảnh hưởng sâu sắc đến văn hóa Nhật Bản sau này.

### Ngôn ngữ
Người Trung Quốc, người Triều Tiên và người Nhật đều có các văn tự cổ, sách sử cổ viết bằng chữ Hán.
Trong khi biết chữ và biết viết là một điều không thể với phần lớn người Nhật Bản bản địa trong giai đoạn này, các kỹ năng về chữ viết của người nước ngoài vẫn được những thành phần thống trị trong xã hội đánh giá cao ở nhiều vùng của Nhật Bản. Thanh kiếm Inariyama, được làm ở Trung Quốc, có những chữ Hán khắc trên đó theo một phong cách Trung Quốc, dẫn đến phỏng đoán rằng chủ nhân của nó, mặc dù là một nhà quý tộc Nhật Bản quyền thế, có thể thật ra là một người nhập cư.

### Sự xuất hiện của ngựa và những thay đổi với Nhật Bản

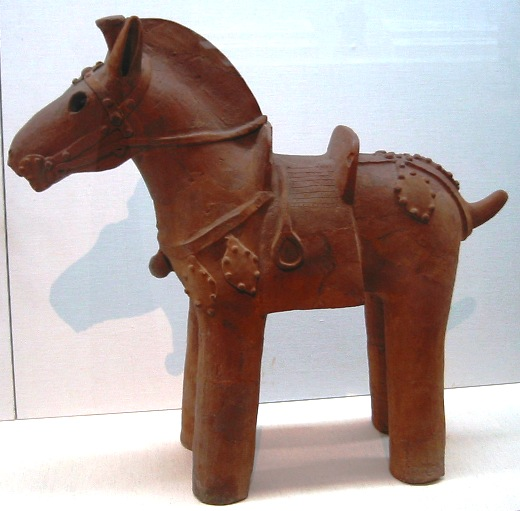
Tượng ngựa Haniwa, có yên và dây cương, thế kỷ VI.

Sử sách Trung Quốc chép rằng ở Nhật Bản không có ngựa và những con ngựa đầu tiên xuất hiện trong thời trị vì của Thiên hoàng Nhân Đức, có lẽ là do những người nhập cư Trung Quốc và Triều Tiên mang đến. Theo Nihonshoki, ngựa là một trong những vật quý ở Nhật Bản được vua Tân La tiến cống cho Jingu. Thủy lợi, nghề tơ tằm và nghề dệt cũng do người Trung Quốc và Triều Tiên mang đến Nhật Bản.

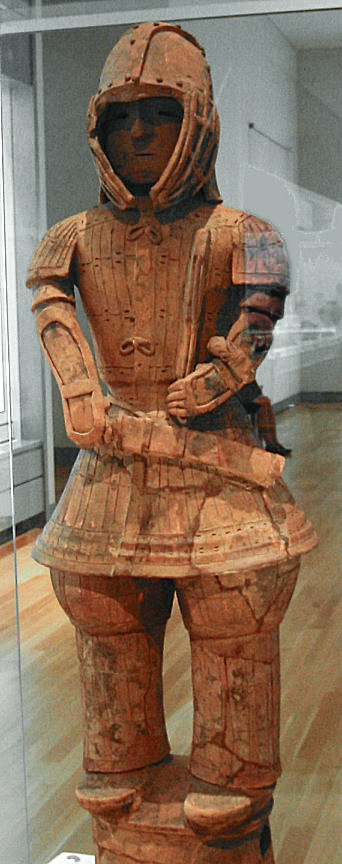
Lính Haniwa thời kỳ Kofun. Bảo tàng quốc gia Tokyo.

Kỵ binh thời kỳ Kofun mặc áo giáp, mang gươm và những vũ khí khác cũng như sử dụng các kỹ thuật quân sự hiện đại giống kỵ binh ở vùng Đông Bắc Á. Bằng chứng cho kết luận này được tìm thấy trong các đồ vật dùng cho đám tang (được gọi là haniwa, nghĩa đen là vòng đất sét) được tìm thấy ở hàng nghìn kofun trên khắp Nhật Bản. Haniwa quan trọng nhất được tìm thấy ở miền Nam Honshu, đặc biệt là ở vùng Kinai và xung quanh Nara, và ở phía bắc Kyushu. Những haniwa chôn theo người chết có rất nhiều hình dáng khác nhau, như hình các con vật ngựa, gà, chim, cá, hình chiếc quạt, ngôi nhà, các hình vũ khí, khiên, ô che nắng, các cái gồi và những hình người nam và nữ. Một đồ vật chôn theo người chết khác, magatama, là những biểu tượng của các gia đình hoàng tộc. Rất nhiều chất liệu văn hóa của thời kỳ Kofun có thể phân biệt được với giai đoạn cùng thời trên bán đảo Triều Tiên, cho thấy vào thời kỳ này Nhật Bản có liên hệ khá gần gũi về mặt chính trị và kinh tế với lục địa châu Á (đặc biệt là các triều đại ở phía Nam Trung Quốc) qua đường Triều Tiên. Những tấm gương bằng đồng được đúc từ cùng một khuôn cũng đã được tìm thấy ở hai bờ eo biển Tsushima.

## Mở ra thời kỳ Asuka
Thời kỳ Kofun kết thúc mở ra thời kỳ Asuka vào khoảng giữa thế kỷ VI với sự xuất hiện của đạo Phật. Tôn giáo này chính thức xuất hiện ở Nhật Bản vào năm 538 và đó cũng là năm được lấy làm mốc cho khởi đầu của thời kỳ Asuka. Ngoài ra, sau khi Trung Quốc được nhà Tùy thống nhất sau đó, cũng trong thế kỷ VI, Nhật Bản bắt đầu chịu ảnh hưởng sâu sắc của văn hóa Trung Quốc và bước vào một thời kỳ văn hóa mới.

## Quan hệ giữa triều đình Yamato với bán đảo Triều Tiên và Trung Quốc
Theo Tống Thư, một hoàng đế Trung Quốc đã phong tước cho năm phiên vương của Oa Quốc đến cai trị Bách Tế và Tân La năm 421. Nhật Bản trong thời kỳ Kofun rất tích cực trong việc tiếp thu văn hóa Trung Quốc. Những người nhập cư Trung Quốc và Triều Tiên đóng một vai trò quan trọng trong việc đưa văn minh Trung Hoa đến Nhật Bản, không chỉ những giá trị vật chất như gương đồng, đồ sắt và đồ gốm đã được đưa đến Nhật Bản từ Trung Quốc qua đường bán đảo Triều Tiên, mà cả những giá trị tinh thần nữa.
Những nghi thức tang lễ của văn hóa Cao Câu Ly có ảnh hưởng quan trọng lên các nền văn hóa khác ở Nhật Bản. Những lăng mộ được trang trí và các nấm mộ có vẽ hoa văn từ thế kỷ V và sau đó ở Nhật Bản hiện được sự đồng tình chung của giới học thuật là có xuất xứ từ bán đảo Triều Tiên. Lăng mộ Takamatsuzaka thậm chí còn có hình vẽ phụ nữ mặc các phục sức truyền thống vẫn được nhìn thấy trên các bức tường trang trí của văn hóa Cao Câu Ly và ở đời Đường, các hình vẽ thiên văn Trung Quốc cũng được vẽ trên các bia mộ.

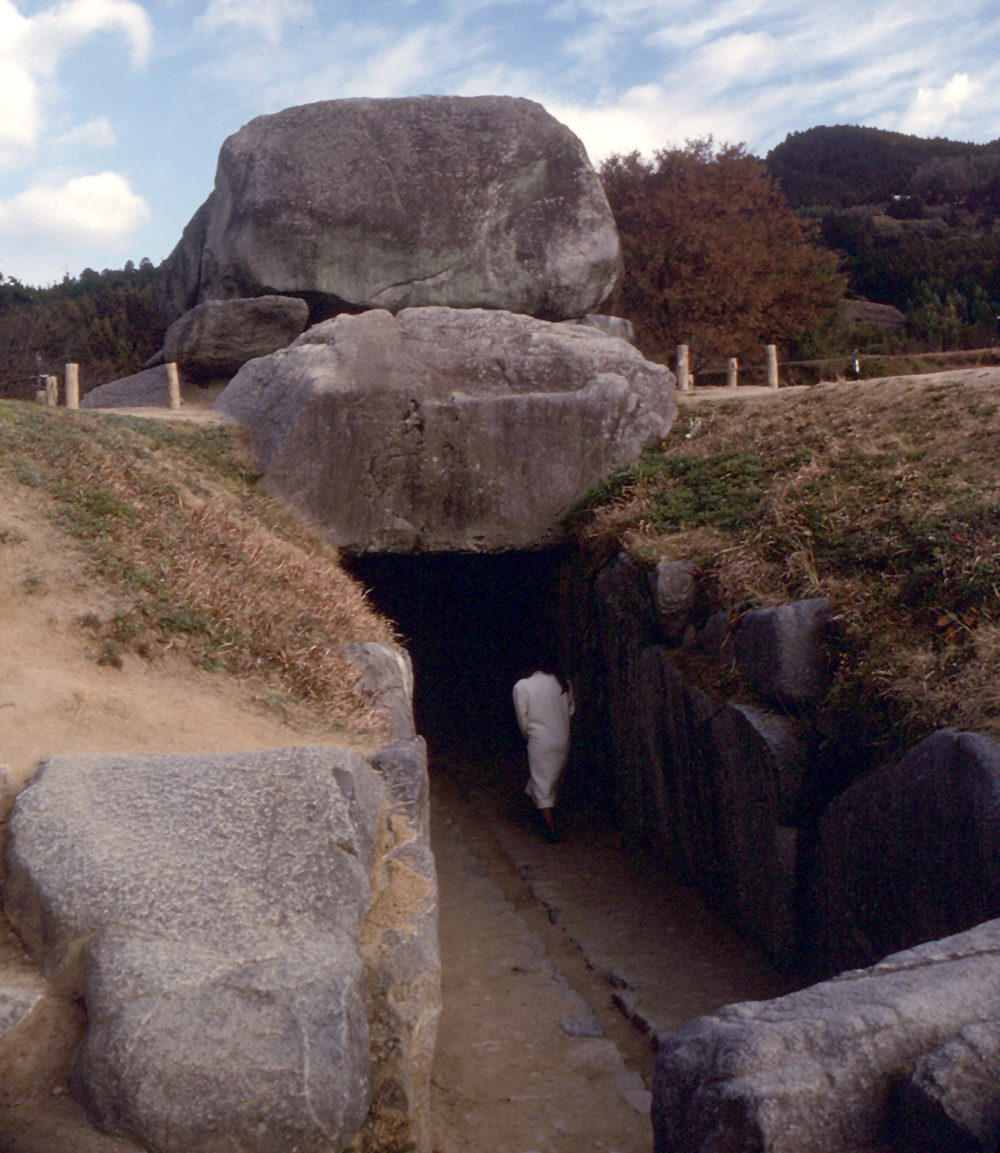
Một kofun thời kỳ sau có nắp bằng đất. Kofun Ishibutai ở Nara.

 Theo Tống Thư, thời Lưu Tống, hoàng đế Trung Quốc đã phong vương cho vua Yamato đồng thời phong vua Yamato là người cai trị của cả Tân La, Bách Tế và Gaya (ba nước trên bán đảo Triều Tiên). Theo Ngụy Thư, Tân La và Bách Tế đã dựa vào sức mạnh của Yamato để chống lại Gaya. Theo Tam Quốc Sử Ký, Bách Tế và Tân La đã đưa vương tử đến làm con tin ở Yamato để nhận được hỗ trợ quân sự. Vua A Sân của Bách Tế cử vương tử Jeonji đến Nhật Bản vào năm 397 và Thật Thánh Vương của Tân La cử vương tử Misaheun đến vào năm 402.
Theo Tùy thư, Tân La và Bách Tế rất coi trọng mối quan hệ với Oa quốc trong thời Kofun, và các vương triều Triều Tiên đều cố gắng gìn giữ mối quan hệ tốt đẹp này